# Tình cờ
Tình Cờ là một bộ phim hài tình cảm Đài Loan với sự tham gia của diễn viên Vương Tâm Lăng và  Trương Đống Lương. Tại Việt Nam, phim có 2 phiên bản gồm thuyết minh phát sóng trên kênh HTV7 và lồng tiếng Việt bởi Công ty Sanyang và Fafilm Việt Nam.

## Diễn viên
- Vương Tâm Lăng (王心凌) vai Thành Hiểu Thi /成曉詩

- Trương Đống Lương (張棟樑) vai Hà Quần/何群
- Gino (Thái Đông Uy/蔡東威) vai Hà Thụy Triết/何瑞哲
- Triệu Hồng Kiều (趙虹喬) vai Rita
- Triệu Thuấn (趙舜) vai Thành Kim/成金
- Kiểm Tràng (檢場) vai Thành Cương/成剛
- Vương Quyên (王娟) vai Thành Lâm Mã Lệ/成林瑪麗
- Hồ Khang Tinh (胡康星) vai Thành Minh/成銘
- Tống Trí Ái (宋智爱) vai Hoàng Thiên Tuệ/黃千慧
- Ngô Chấn Á (吳震亞) vai Lôi Long/雷龍
- Thẩm Mạnh Sinh (沈孟生) vai Hà Mạnh Nguyên/何孟元
- Bào Chánh Phương (鲍正芳) vai Tất Lệ Linh/毕丽铃
- Địch Chí Kiệt (狄志杰) vai Vincent
- Vi Như (薇如) vai Tiểu Nhu/筱柔